# Louis Beel
Louis Joseph Maria Beel (12. dubna 1902, Roermond – 11. února 1977, Utrecht) byl nizozemský pravicový politik z dnes již neexistující Katolické lidové strany (jež splynula se stranou Křesťanskodemokratická výzva). Dvakrát byl premiérem Nizozemska, v letech 1946–1948 a 1958–1959. Ve dvou obdobích zastával funkci ministra vnitra (1945–1947, 1951–1956), v roce 1952 zastával krátce funkci ministra sociálních věcí. V letech 1952–1956 byl ve vládě Willema Dreese prvním místopředsedou vlády. Roku 1956 mu byl udělen čestný titul Minister van Staat, který v nizozemské politice zajišťuje neformální autoritu.